# رودريغو دي خيريز

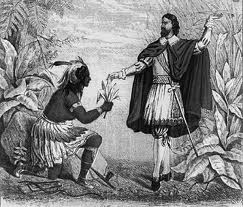
Rodrigo de Jerez

رودريغو دي خيريز Rodrigo de Jerez كان رودريغو دي خيريز أحد أفراد طاقم البحارة الإسبان الذين أبحروا إلى الأمريكتين على متن سانتا ماريا كجزء من أول رحلة لكريستوفر كولومبوس عبر المحيط الأطلسي في عام 1492. وُلد في أيامونتي، مدينة صغيرة في جنوب غرب إسبانيا. يعتبر أول مدخِّن أوروبي.
في 12 أكتوبر 1492 واجه الطاقم التبغ لأول مرة في جزيرة سان سلفادور في جزر البهاما، المعروفة للسكان الأصليين باسم جوانهاني. قدم لهم السكان الأصليون أوراقًا جافة التي تنبعث منها رائحة غريبة. لاحقًا، تخلص الطاقم من هذه الأوراق.
في نوفمبر 1492، لاحظ رودريغو دي خيريز ولويس دي توريس لأول مرة سكان الأمريكيين الأصليين وهم يدخنون. كانوا يبحثون عن إمبراطور الصين، الإمبراطور هونغجي، في كوبا. يبدو أن السكان الأصليين صنعوا لفائف من أوراق النخيل وأوراق الذرة "على طريقة بندقية مصنوعة من الورق" مع وجود التبغ في الداخل. يُشعل أحدهم جهة واحدة ويستنشق الدخان من الجهة الأخرى.
اعتاد رودريغو دي خيريز على عادة التدخين بالتبغ. عند عودته إلى أوروبا على متن النينا، قام بإدخال هذه العادة إلى مسقط رأسه في أيامونتي. أثار الدخان الذي كان يحيط به رعب جيرانه، فسجنته محكمة التفتيش الإسبانية بتهمة عاداته "الخاطئة والشيطانية"، لأنهم اعتبروا أن "الشيطان وحده هو الذي يستطيع أن يمنح الإنسان القدرة على إخراج الدخان من فمه". عندما تم الإفراج عنه بعد سبع سنوات، كان تدخين التبغ قد انتشر.